# پل شمیدلین
پل شمیدلین (آلمانی: Paul Schmiedlin; ۲ ژوئن ۱۸۹۷ – ۲ ژوئیهٔ ۱۹۸۱) بازیکن فوتبال اهل سوئیس بود.
وی به همراه تیم ملی فوتبال سوئیس مدال نقره مسابقات فوتبال در بازی‌های المپیک تابستانی ۱۹۲۴ را کسب کرده‌است.